# Örjansskolan, Halmstad
Örjansskolan var det namn som det tidigare Halmstads högre allmänna läroverk fick efter kommunaliseringen 1966. Läroverket lades ned 1968 och Örjansskolan gymnasiedel flyttades 1969 till Sannarpsgymnasiet.
Sedan 2011 finns Internationella engelska skolan, Halmstad i skolbyggnaden.

## Historik
Skolan bedrev sin verksamhet i den tidigare läroverksbyggnaden som uppförts 1906 efter Alfred Hellerströms ritningar.
Halmstads högre allmänna läroverk bytte namn till Örjansskolan inför höstterminsstarten 1966. Skolan hade vid terminsstarten 1415 elever, varav 813 i realskola och 602 i gymnasiet (varav 150 var nya gymnasiet). I samband med läsårsstarten 1966 tillträdde även Carl-Bertil Eiman som ny rektor. 1966 var sista intagning för realskolan, de som började 1967 gick istället grundskolans årskurs 7 och de sista realskoleeleverna gick ut 1970.
År 1969 etablerades Sannarpsgymnasiet och gymnasisterna flyttades dit. Fredriksvallsskolan lades ner och dess elever flyttades till Örjansskolan.
År 2009 lades Örjansskolan ner eftersom det bedömdes att de gamla läroverkslokalerna inte längre var lämpliga för undervisning. Den sista skolavslutningen hölls i juni 2009. Eleverna flyttades till Slottsjordsskolan, Brunnsåkersskolan och Sannarps byskola. En renovering var planerad men avblåstes kort innan skolan stängde och kommunen hade då inte för avsikt att driva grundskola i lokalerna.
Under 2011 blev det klart att Engelska skolan skulle etablera sig i Örjansskolans lokaler. Inför detta renoverades byggnaden. Engelska skolan inledde undervisningen i augusti 2012.